# Selbstkrönung
Als Selbstkrönung wird eine Krönung eines in der Regel weltlichen Machthabers bezeichnet, wenn sie durch den zu Krönenden selbst und nicht zum Beispiel von einem kirchlichen Würdenträger vollzogen wird.

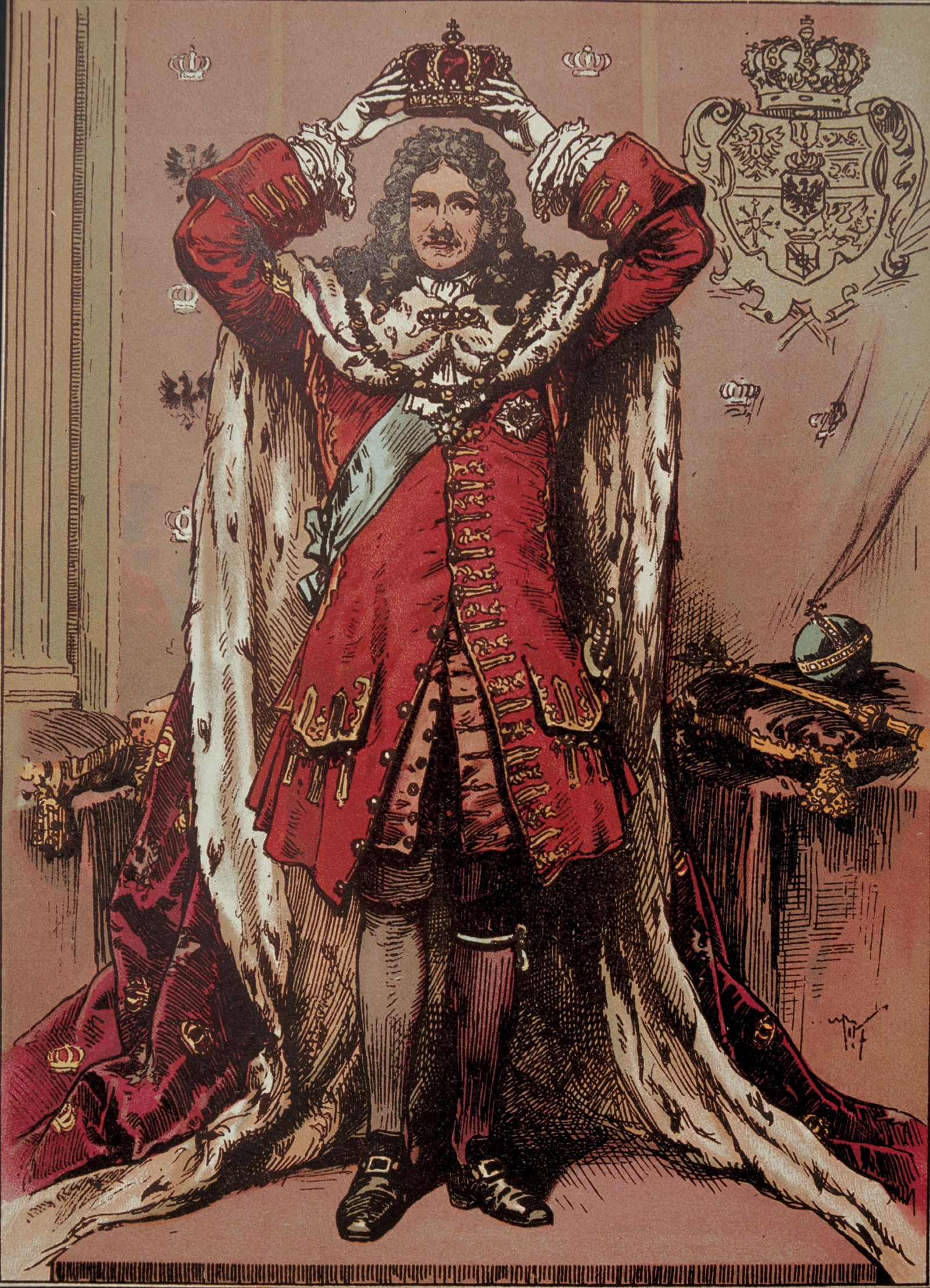
Selbstkrönung Friedrichs I. in Königsberg 1701 (teilkolorierte Zeichnung von Woldemar Friedrich nach einer zeitgenössischen hölzernen Statuette im Hohenzollernmuseum, 1890)

Die Krönung durch einen Bischof stellte in der Neuzeit nicht nur, aber vor allem bei protestantischen Herrschern in Europa ein Problem dar. Der Herrscher als Summus Episcopus, als Oberster Bischof seines Landes, der keine geistliche Autorität über sich anerkannte, konnte oder wollte sich von einem „niederrangigen Bischof“ nicht krönen lassen, da er sein Amt ausschließlich durch Gottes Gnade empfangen habe. Konsequenterweise verzichteten viele protestantische Landesherren auf einen rituellen Krönungsakt und begnügten sich mit einer formellen Thronbesteigung, verbunden mit einer Akklamation oder Huldigung.

## Fälle der Selbstkrönung in der Geschichte

### 813: Ludwig der Fromme
Am 11. September 813 wurde Ludwig der Fromme in Aachen zum (Mit-)Kaiser gekrönt. Es gibt einen Bericht von Ludwigs Biograph Thegan, wonach sich Ludwig selbst die Krone aufgesetzt habe. Heutzutage hält man aber den Bericht der Reichsannalen für wahrscheinlicher, demzufolge Karl der Große persönlich seinem Sohn die Krone aufs Haupt gesetzt hat.

### 1229: Friedrich II. (HRR)
Der römisch-deutsche Kaiser Friedrich II. hat sich während des Fünften Kreuzzugs am 18. März 1229 in der Grabeskirche die Krone des Königreichs Jerusalem auf das Haupt gesetzt, ohne jedoch von den lokalen Baronen als Herrscher anerkannt zu werden (siehe Lombardenkrieg). Erst 1245 erklärte der Papst Innozenz IV. Friedrich für abgesetzt.

### 1328: Alfons IV. von Aragón
Die meisten direkten Vorgänger des Königs Alfons IV. wurden nach den Vorschriften des Pontifikale von Bischöfen als Beauftragte des Papstes gekrönt. Bei der Krönung im Jahr 1328  beschränkte sich die Tätigkeit der anwesenden Erzbischöfe von Saragossa, Toledo und Tarragona sowie der Bischöfe von Valencia, Lérida und Huesca auf die Salbung des neuen Königs und auf die Segnung der Königsinsignien. Um klarzustellen, dass er die Krone nicht als Vasall von einem Vertreter des Heiligen Stuhls bekam, krönte Alfons IV. sich selbst. Im Königreich Aragón fanden weiterhin keine Krönungen durch Vertreter der Kirche mehr statt. Auch die Könige Peter IV. im Jahr 1336, Martin I. im Jahr 1399 und Ferdinand I. 1412 krönten sich jeweils selbst.

### 1697: Karl XII. von Schweden
Im Jahre 1697 setzte sich Karl XII. im Alter von fünfzehn Jahren selbst die Krone aufs Haupt. Er lehnte nach dem Tod seines Vaters eine  Regentschaft ab und ließ sich vom schwedischen Reichstag für volljährig erklären.

### 1701: Friedrich I. in Preußen
Am 18. Januar 1701 setzte sich Friedrich I. in Königsberg die preußische Krone auf das Haupt. Sein Titel war jedoch „König in Preußen“, nicht „König von Preußen“.

### 1804: Napoleon I.
Bekanntester Fall ist die Selbstkrönung von Napoléon Bonaparte zum Kaiser der Franzosen. Bereits vom Senat und in einer Volksabstimmung zum Kaiser der Franzosen gewählt, empfing er am 2. Dezember 1804 in der Zeremonie die Krone aus den Händen des Papstes Pius VII. und setzte sie sich selbst auf das Haupt. Der Papst gab seinen Segen.

### 1861: Wilhelm I. von Preußen

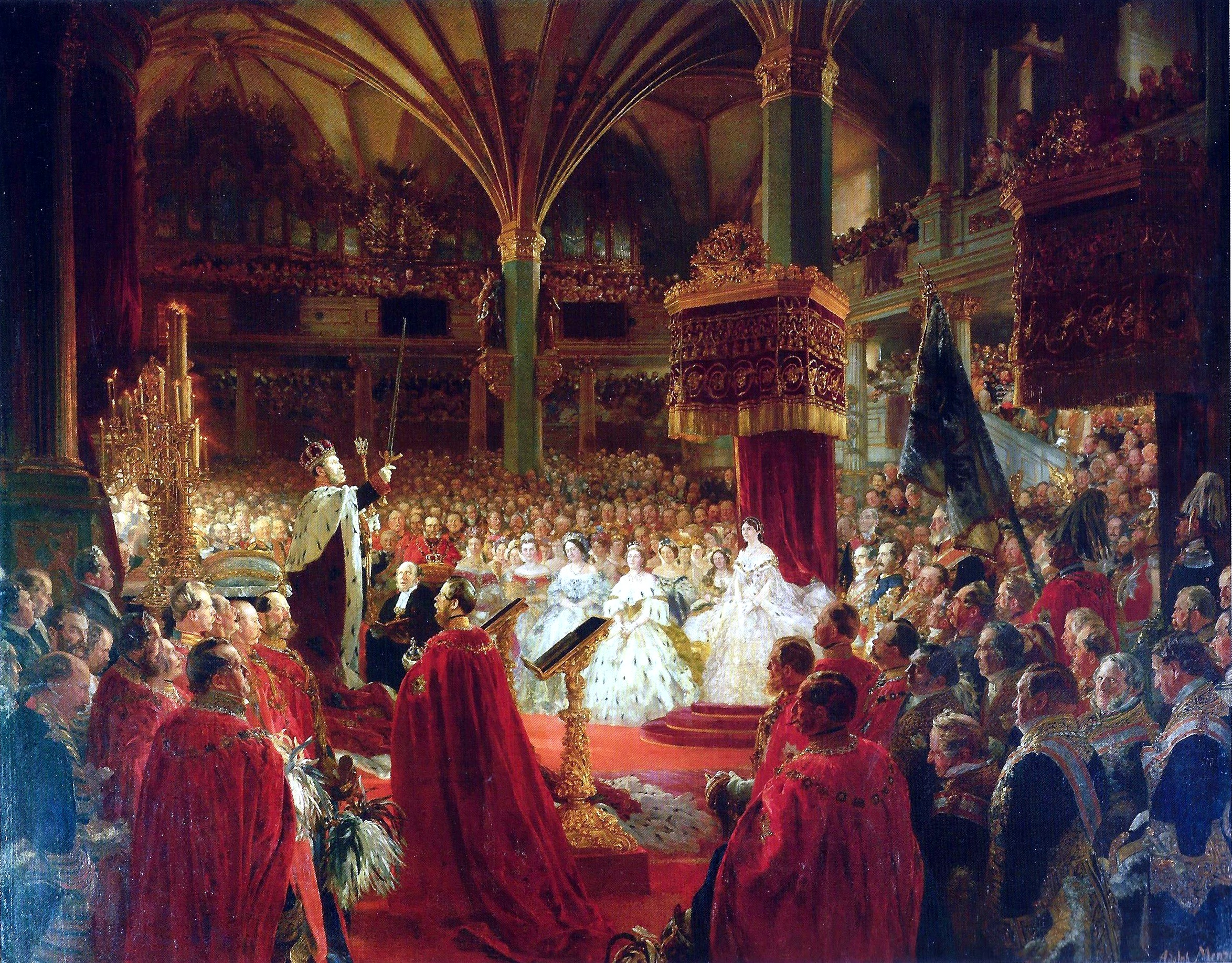
Die Inthronisierung in Königsberg (1861); gemalt von Menzel

Am 18. Oktober 1861 fand die prachtvolle Krönungsversammlung in Königsberg statt. Dort setzte sich Wilhelm I. die preußische Krone aufs Haupt.

### 1967: Mohammad Reza Pahlavi
Im Iran krönte sich Mohammad Reza Pahlavi am 26. Oktober 1967 zu seinem 48. Geburtstag selbst zum Schah des Iran. Anschließend krönte er seine Gemahlin Farah Pahlavi zur ersten Kaiserin des Iran.

### 1977: Jean-Bedel Bokassa aus Zentralafrika
In der Zentralafrikanischen Republik, einer früheren französischen Kolonie, hatte sich der Präsident Jean-Bédel Bokassa am 4. Dezember 1976 zum „Empereur“ ausrufen lassen und krönte sich genau ein Jahr später – in bewusster Anspielung an Napoleon I.; somit war diese Krönung auch eine Provokation Frankreichs. Das „Kaiserreich“ bestand kaum drei Jahre bis zum Sturz Bokassas am 21. September 1979.